# Yélamos de Arriba
Yélamos de Arriba község Spanyolországban, Guadalajara tartományban. Yélamos de Arriba San Andrés del Rey, Yélamos de Abajo és Brihuega községekkel határos. Lakosainak száma 89 fő (2024).

## Népesség
A település népessége az utóbbi években az alábbiak szerint változott:
| Lakosok száma | 166  | 136  | 133  | 115  | 120  | 100  | 93   | 78   | 77   | 89   |
|               | 2001 | 2004 | 2006 | 2009 | 2011 | 2014 | 2016 | 2019 | 2021 | 2024 |